# الجوانب البيئية للسيارة الكهربائية

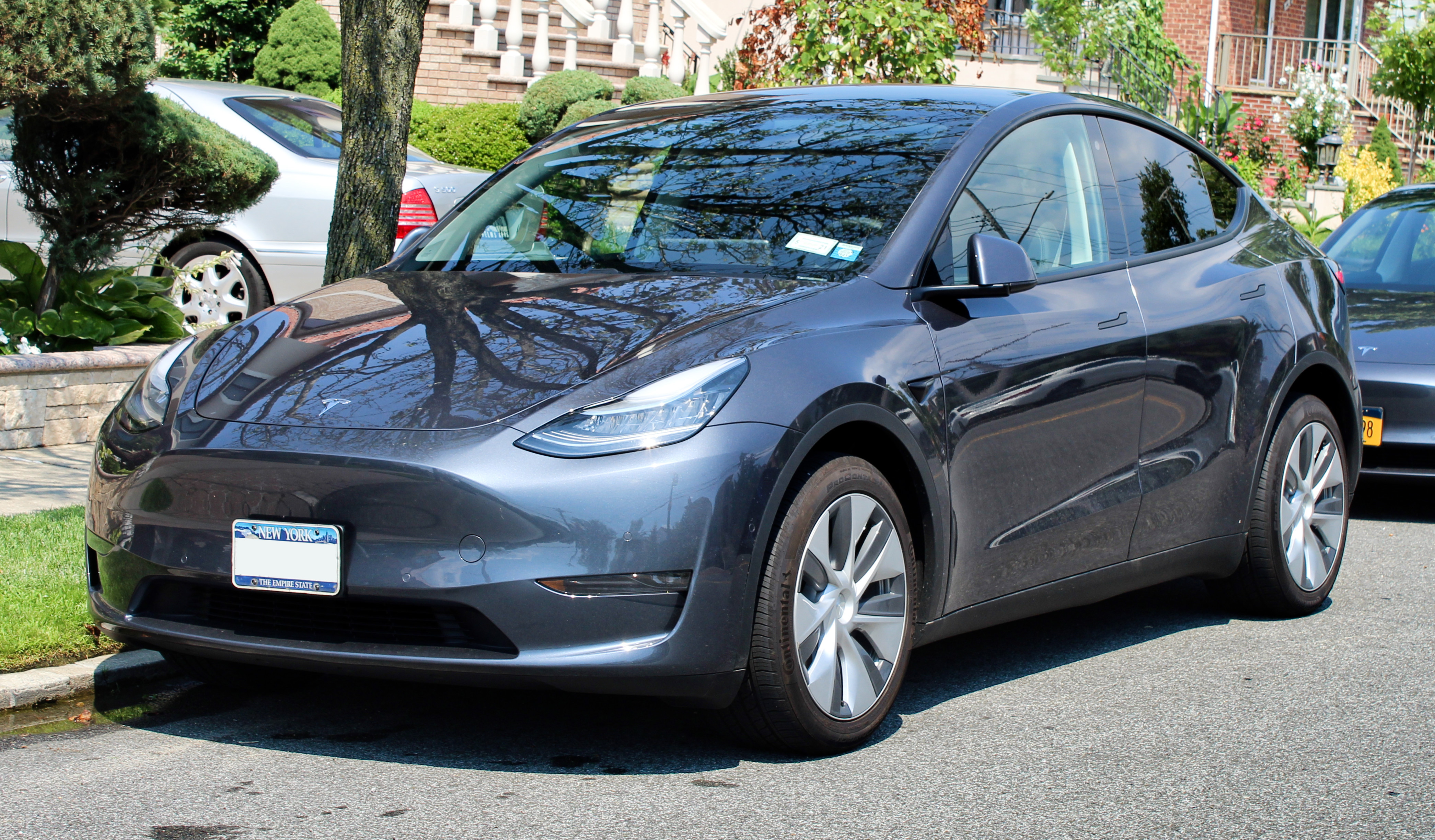
تم تصوير سيارة تسلا موديل Y لعام 2020 في وايتستون، كوينز، نيويورك، الولايات المتحدة الأمريكية

تختلف التأثيرات البيئية الناتجة عن السيارات الكهربائية (أو المركبات الكهربائية) عن تأثيرات مركبات محرك الاحتراق الداخلي التقليدية. تُحدث السيارات الكهربائية عند إنتاجها تأثيرات بيئية مماثلة أو أقل أو مختلفة مقارنة بالمحركات التقليدية، إلا أن بعض نماذجها تطلق انبعاثات قليلة أو معدومة من العادم، ويمكن لبعضها تقليل الاعتماد على النفط وتقليل انبعاثات الغازات الدفيئة، وذلك تبعًا لمصدر الكهرباء المستخدم لشحنها، وتقليل الآثار الصحية الناتجة عن تلوث الهواء. المحركات الكهربائية أكثر فعالية بكثير من محركات الاحتراق الداخلي، وبالتالي حتى مع أخذ الكفاءات النموذجية لخطة الطاقة وخسائر التوزيع بعين الاعتبار، يلزم قدر أقل من الطاقة لتشغيل مركبة كهربائية. يتطلب إنتاج بطاريات السيارات الكهربائية موارد وطاقة إضافية، وبالتالي قد يكون لها بصمة بيئية أكبر خلال مرحلة الإنتاج. تولد المركبات الكهربائية تأثيرات مختلفة أيضًا عند تشغيلها وصيانتها. وتكون المركبات الكهربائية أثقل في العادة، لذا تنتج قدرًا أكبر من غبار الإطارات والفرامل والطرق، لكن فرملتها التجديدية قد تقلل التلوث بجسيمات الفرامل. المركبات الكهربائية أبسط ميكانيكيًا، ما يقلل استخدام زيت المحرك والحاجة للتخلص منه.

## المزايا والعيوب مقارنة بالسيارات التي تعمل بالوقود الأحفوري
تمتلك السيارات الكهربائية التي تعمل بالبطارية عدة فوائد بيئية مقارنة بمركبات محرك الاحتراق الداخلي التقليدية، مثل:
- التخلص من ملوثات العادم الضارة مثل أكاسيد النيتروجين المتنوعة التي تقتل آلاف البشر كل عام.[9]
- انبعاثات أقل من ثنائي أكسيد الكربون عالميًا مقارنة بتلك الناتجة عن السيارات التي تعمل بالوقود الأحفوري، ما يحد من تغير المناخ.[10]

تستحوذ المركبات الهجينة القابلة للشحن الخارجي على معظم هذه الفوائد عندما تعمل في الوضع الكهربائي الكامل.
للسيارات الكهربائية بعض العيوب، ومنها:
- الاعتماد على العناصر الأرضية النادرة مثل النيوديميوم واللانثانوم والتربيوم والديسبروسيوم والمعادن الضرورية الأخرى مثل الليثيوم والكوبالت،[11][12] مع اختلاف كمية المعادن النادرة المستخدمة لكل سيارة. على الرغم من وفرة المعادن الأرضية النادرة في قشرة الأرض، يملك بعض المنقبين فقط حصرية الوصول إلى هذه العناصر.[13]
- زيادة محتملة في انبعاثات «الجسيمات المعلقة» من الإطارات. يحدث هذا أحيانًا لأن معظم السيارات الكهربائية ذات بطارية ثقيلة، ما يعني أن الإطارات تتعرض لمزيد من التآكل. ومع ذلك، يمكن استخدام بطانة الفرامل بوتيرة أقل من السيارات غير الكهربائية، إذا كانت الفرملة التجديدية متوفرة، وبالتالي ينتج أحيانًا تلوث أقل بالجسيمات المعلقة مقارنةً بفرامل السيارات غير الكهربائية.[14][15] يمكن أن تحتوي بعض السيارات الكهربائية أيضًا على مزيج من الفرامل الجرنية والفرامل القرصية، ومن المعروف أن الفرامل الجرنية تسبب انبعاثات جسيمات معلقة أقل من الفرامل القرصية.
- التلوث المنبعث أثناء التصنيع، وخاصة الكميات المتزايدة الناتجة عن تصنيع البطاريات.
- التلوث السلبي (المنفعل) في بعض الحالات؛ تُنتَج الكهرباء اللازمة لإعادة الشحن من محطات توليد الطاقة التي تطلق الملوثات، وبالتالي على الرغم من عدم إطلاق الملوثات أثناء الحركة، تسبب الكهرباء المستخدمة التلوث مسبقًا. في حال وجود محطات الطاقة النووية، لا تصدر ملوثات مرئية باستثناء النفايات النووية التي تتطلب تخزينًا مكلفًا وإدارة وغيرها.

## الجسيمات المعلقة
مثل جميع السيارات، تصدر السيارات الكهربائية جسيمات معلقة من إطارات الطريق وتآكل الفرامل، ويساهم هذا بالإصابة بالأمراض التنفسية. في المملكة المتحدة وحدها، يمكن أن تكون الجسيمات المعلقة غير الصادرة عن العوادم (من كل أنواع المركبات وليس الكهربائية فقط) مسؤولة عن 7000 إلى 8000 حالة وفاة مبكرة سنويًا.
ومع ذلك، يمكن أن تحفز التكاليف المنخفضة لشحن وتشغيل وصيانة المركبات الكهربائية الأثر الارتدادي، وبالتالي إطلاق المزيد من الجسيمات المعلقة. بعبارة أخرى، يشجع رخص تكاليف القيادة على القيادة أكثر ما يزيد من تآكل الإطارات. (وتظهر تكاليف أخرى كالاختناق المروري وبالتالي الحاجة إلى تعبيد المزيد من الأراضي بهدف توسيع شبكة الطرق).

## توليد الكهرباء من أجل السيارات الكهربائية
تكمن الميزة الرئيسة التي تقدمها المركبات الكهربائية مقارنة مع المركبات التقليدية بأنها قادرة على أن تصل إلى انبعاثات معدومة خلال دورة حياتها. ولكن بما أن الكهرباء المستخدمة حاليًا لشحن المركبات الكهربائية حول العالم لا تأتي من مصادر خالية تمامًا من الكربون، فإن المركبات الكهربائية في يومنا هذا مازالت تساهم في انبعاثات الغازات الدفيئة العالمية. تزعم بعض الدراسات أن الغازات الدفيئة المنبعثة من السيارات الكهربائية خلال حياتها أقل من تلك المنبعثة من سيارات الوقود الأحفوري، ربما باستثناء بعض الأماكن التي تعتمد بنسبة عالية جدًا على الكهرباء الفحمية مثل صربيا. أظهر آخرون أنه حتى في الأماكن حيث يوجد خليط توليد متنوع مثل بي جيه إم (سوق كهرباء في إقليم الأطلسي الأوسط في الولايات المتحدة)، يمكن لانبعاثات الغازات الدفيئة من المركبات الكهربائية خلال دورة حياتها أن تفوق تلك المنبعثة من المركبات التقليدية المكافئة. يعتمد الاختلاف في الانبعاثات بين المركبات الكهربائية ومركبات محرك الاحتراق الداخلي على المسافة المقطوعة بالإضافة إلى مصدر الكهرباء، لأن مرحلة الإنتاج بالنسبة لمركبات محرك الاحتراق الداخلي تكون عادةً أكثر نظافة، ومرحلة التشغيل (القيادة) بالنسبة للمركبات الكهربائية تكون عادة أكثر نظافة.
بشكل عام، تكون المركبات الكهربائية أكثر نظافة عندما تأتي الكهرباء المستخدمة فيها من مصادر الطاقة المتجددة مثل الرياح والطاقة الشمسية الكهروضوئية، أو من مصادر الطاقة منخفضة الكربون مثل الطاقة النووية والطاقة الكهرومائية. يعد توليد الكهرباء حساسًا للوقت أيضًا، إذ تتوفر مصادر طاقة معينة بكميات أعلى في أوقات محددة من اليوم، حتى عبر المواسم المختلفة في العام. تتوفر الطاقة الشمسية الكهروضوئية خلال النهار فقط، ويزداد توليد طاقة الرياح عادةً مع ازدياد سرعات الرياح في الليل. يزداد توليد الطاقة الكهرومائية في فصلي الربيع والصيف مع ذوبان ثلوج الجبال. ودون وجود تخزين طاقة واسع النطاق، تظل الطاقة النووية الطاقة منخفضة الكربون الرئيسية الوحيدة المتوفرة في كل الأوقات. وبالتالي، يمكن أن يزيد شحن المركبات الكهربائية الجزء المتجدد من الإلكترونات التي تشغل المركبة ويقلل من انبعاثات القيادة وذلك عندما توجد كميات أكبر من إمدادات الطاقة المتجددة للشبكة. كذلك فإن تنظيف الشبكة الكهربائية من خلال انتقال توليد الطاقة من محطات الوقود الأحفوري إلى مصادر الطاقة المتجددة ومنخفضة الكربون سيجعل المركبات الكهربائية أكثر نظافة. يعد هذا الأمر مهمًا نظرًا لأن كهرباء معظم الدول تُولّد، بشكل جزئي على الأقل، من حرق الوقود الأحفوري. من المتوقع تحسن انبعاثات الشبكات الكهربائية بمرور الوقت مع انتشار التوليد منخفض الكربون وتخزين الطاقة على نطاق الشبكة. يمكننا أن نتوقع بالمقابل أن تصبح المركبات الكهربائية أكثر نظافة بمرور الوقت.
تعتمد سلسلة أفكار أخرى تقيس التأثير البيئي للمركبات الكهربائية على قيمة عوامل الانبعاث الهامشية. تصف عادة عوامل الانبعاثات المتوسطة للمركبات الكهربائية جميع أنواع التوليد المختلفة في وقت معين، بينما تصف عوامل الانبعاثات الهامشية الانبعاثات الهامشية فقط –أي الانبعاثات الصادرة من الوحدة التالية للطاقة المستهلكة عند توصيل مركبة كهربائية. في معظم البلدان، لا يوفر توليد الطاقة المتجددة كامل الطلب على الكهرباء في وقت معين. عندما يكون توليد الطاقة المتجددة أقل من إجمالي الطلب، فإن الطلب الهامشي للمركبة الكهربائية التي تتصل بمقبس يؤمَن بالكامل تقريبًا من التوليد الأحفوري من الفحم أو الغاز الطبيعي. إن وصف الانبعاثات الهامشية للمركبات الكهربائية يزيد إلى حد كبير من تأثيراتها البيئية مقارنة مع متوسط الانبعاثات، ما يقود إلى بعض الاختلافات في الرأي بشأن التأثيرات البيئية الحقيقية للمركبات الكهربائية.